# Nazionale femminile di calcio dell'Algeria
La nazionale di calcio femminile dell'Algeria è la rappresentativa calcistica femminile internazionale dell'Algeria, gestita dalla locale federazione calcistica (FAF).
In base alla classifica emessa dalla FIFA il 15 marzo 2024, la nazionale femminile occupa l'84º posto del FIFA/Coca-Cola Women's World Ranking.
Come membro della Confédération Africaine de Football (CAF), partecipa a vari tornei di calcio internazionali, come al Campionato mondiale FIFA, alla Coppa delle nazioni africane femminile, ai Giochi olimpici estivi e ai tornei a invito. Oltre alla CAF, come le altre nazionali di calcio che rappresentano la Tunisia negli incontri internazionali, è membro dell'Union of North African Football Federations (UNAF), che riunisce i Paesi nordafricani, e della Union of Arab Football Associations (UAFA), che riunisce i Paesi arabi. Ha giocato la fase finale di cinque edizioni della coppa delle nazioni africane, venendo sempre eliminata nella fase a gruppi.

## Storia
Istituita sul finire degli anni novanta, la nazionale algerina disputò nel 1998 la sua prima partita ufficiale contro la Francia, perdendo 14-0. Nel 2000 partecipò per la prima volta alle qualificazione al campionato africano, venendo sconfitta dal Marocco nel turno finale. Dopo aver saltato l'edizione 2002, l'Algeria ottenne per la prima volta l'accesso alla fase finale dell'edizione 2004 del campionato africano grazie alla vittoria sul Mali nelle qualificazioni. Sorteggiata nel gruppo B assieme a Nigeria, Camerun e al ripescato Mali, concluse al terzo posto in classifica, grazie alla vittoria sul Mali, venendo eliminata dalla manifestazione. Nel 2006 l'Algeria partecipò per la seconda volta consecutiva alla fase finale del campionato africano dopo aver superato l'Egitto nella fase di qualificazione. Come nell'edizione precedente, venne eliminata nella fase a gruppi, avendo pareggiato contro la Guinea Equatoriale e perso contro la Nigeria e il Sudafrica. Sempre nel 2006 vinse la prima edizione della Coppa araba femminile, battendo il Marocco in finale.
La nazionale algerina mancò la partecipazione alla fase finale del campionato africano 2008 dopo la sconfitta contro la Tunisia nelle qualificazioni, per poi eliminare la stessa Tunisia due anni dopo e accedere alla fase finale del campionato africano 2010. Similmente alle due precedenti partecipazioni, anche in questa occasione la squadra venne eliminata al termine della fase a gruppi, nella quale perse tutte e tre le partite contro Guinea Equatoriale, Camerun e Ghana. L'Algeria partecipò alle fasi finali anche nelle edizioni 2014 e 2018, venendo anche in queste occasioni eliminata al termine della fase a gruppi. Il 20 ottobre 2021 le algerine superarono il Sudan con una vittoria record per 14-0 nell'andata del primo turno delle qualificazioni alla Coppa delle nazioni africane 2022. La gara di ritorno non venne disputata per rinuncia del Sudan e l'Algeria venne ammessa al secondo turno, dove venne eliminata dal Sudafrica.

## Partecipazione ai tornei internazionali
Legenda: Grassetto: Risultato migliore, Corsivo: Mancate partecipazioni